# Manuel Morón
Manuel Morón (Cádiz, 9 de junio de 1956) es un actor español.

## Biografía
En el año 2000 se dio a conocer al público por su papel protagonista, interpretando a Mariano, el padre de Juan José Ballesta en El Bola. Tras la ópera primera de Achero Mañas llegaron papeles en Smoking Room (2002), de Roger Gual y Julio Wallovits; El principio de Arquímedes (2004), de Gerardo Herrero; AzulOscuroCasiNegro (2006), de Daniel Sánchez Arévalo; La sombra de nadie (2006), de Pablo Malo; 25 kilates (2009), de Patxi Amezcua o Celda 211 (2009), de Daniel Monzón. 
En 2016 volvió a las órdenes de Roger Gual, en 7 años, primera película de producción española para la plataforma Netflix e interpretó a Manuel Azaña en la película Ebro, de la cuna a la batalla dirigida por Roman Parrado.
En 2018, fue personaje secundario de la serie de Movistar+, La Peste y también en la película dirigida por Marta Díaz, Mi querida cofradía. 
Al año siguiente apareció en el telefilme Èxode, de la batalla a la frontera, dirigida también por Parrado.
En 2020, fue parte del reparto de la serie de HBO Patria y también de Alguien tiene que morir, la miniserie de la plataforma Netflix.